# أرز صيني لزج

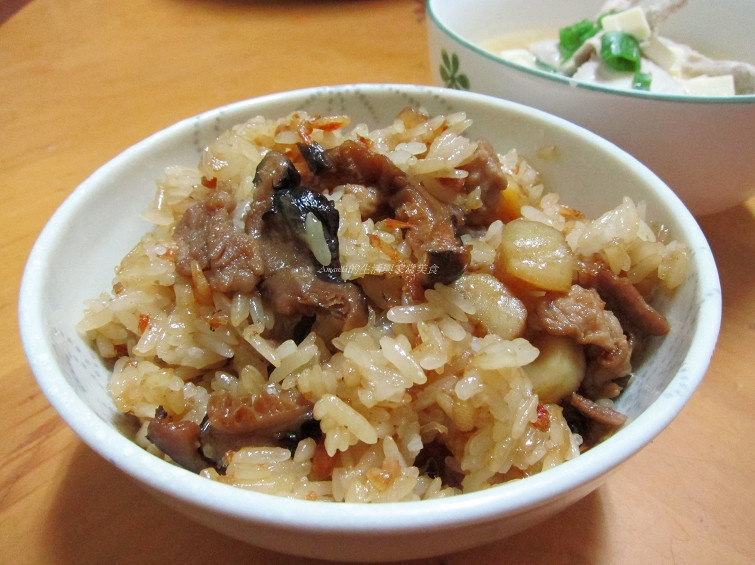
الأرز الصيني اللزج في تايوان

الأرز الصيني اللزج ( بالصينية 糯米飯 ) هو طبق أرز صيني مصنوع عادة من الأرز الدبق ويمكن أن يشمل صلصة الصويا وصلصة المحار والبصل الأخضر والكزبرة ومكونات أخرى.
عادة ما يتم تقديم الطبق في ديم سم.